# Mary Anne Barker
Mary Anne Barker (Spanish Town, 29 januari 1831 - Londen, 6 maart 1911), ook gekend als Lady Barker en Lady Broome, was een Britse schrijfster.
Met haar tweede echtgenoot, Frederick Broome, reisde ze naar Nieuw-Zeeland waar ze haar eerste boek Station Life in New Zealand schreef, naar Natal, naar Mauritius, naar West-Australië waar haar echtgenoot als gouverneur van West-Australië diende en naar Trinidad waar hij eveneens gouverneur was.

## Vroege leven
Mary Anne Barker werd in 1831 in Spanish Town op Jamaica als Mary Anne Stewart geboren. Ze was de oudste dochter van Walter George Stewart, de laatste secretaris van het eiland. Langs moeders zijde was ze afkomstig van een Schotse baronet, een jakobiet en boekanier, die met Henry Morgan voer. Ze genoot onderwijs in Engeland.
Op 21-jarige leeftijd huwde ze kapitein George Robert Barker en werd Mary Anne Barker. Kapitein Barker werd tijdens de Krimoorlog tot kolonel gepromoveerd en in 1859 voor zijn uitstekende optreden tijdens een Indische opstand geridderd waarna Mary Anne zich Lady Barker ging noemen. Hij stierf in India in 1861 en Lady Barker keerde met haar twee zonen, John Stewart en Walter George, naar Engeland terug.
Op 21 juni 1865 hertrouwde Lady Barker met de 11 jaar jongere Frederick Napier Broome en bleef zichzelf Lady Barker noemen.

## Carrière
Lady Barker en Frederick Napier Broome reisden naar Nieuw-Zeeland waar ze zich met de extensieve veeteelt inlieten. Hun zoon Frederick werd op 12 maart 1866 in Christchurch geboren maar stierf twee maanden later. Haar man kocht het Stevenson Station, een 3.925 hectare grote schapenboerderij langs de rivier Selwyn in het noorden van de regio Canterbury, samen met zijn zakenpartner H.P. Hill. Lady Barker schreef haar eerste boek over het leven op dat station, Station Life in New Zealand. Het werd in 1870 in Londen uitgegeven, was zeer populair en werd in het Frans en het Duits vertaald. Het  boek werd in 1874 door Tauchnitz, in 1886 door Macmillan & Co en in 1950 door Whitcombe & Tombs heruitgegeven.
In 1868, nadat het jaar ervoor 4000 van de 7000 schapen in een sneeuwstorm verloren gingen, verkocht Frederick Broome zijn aandeel in de schapenboerderij aan Hill en keerden hij en Lady Barker naar Engeland terug. Beiden gingen een journalistieke carrière aan. Lady Barkers uitgever Macmillan moedigde haar aan de briefwisseling uit haar periode in Nieuw-Zeeland uit te geven. De brieven werden in 1873 uitgegeven onder de titels Station Life en Station Amusements in New Zealand.
De daaropvolgende tien jaar schreef ze artikels voor magazines, bewerkte reisboeken als ghostwriter en gaf onder de naam Lady Barker acht eigen boeken uit. Na het uitbrengen van First Lessons in the Principles of Cookery in 1874 werd haar gevraagd de 'National Training School of Cookery' in South Kensington te leiden. Ze aanvaardde de benoeming. In de tien jaar die ze toen te Londen doorbracht kreeg ze twee zonen, Guy en Louis.
In 1875 werd Frederick Broome tot koloniaal secretaris van Natal benoemd maar Lady Barker zou zich pas het volgend jaar bij hem in Zuid-Afrika voegen. Na een jaar keerde ze terug naar Engeland en schreef er A Year's Housekeeping in South Africa. Broome werd vervolgens tot luitenant-gouverneur van Mauritius benoemd en ze voegde zich weer bij hem. In die periode werd Mauritius gevraagd versterkingen te sturen vanwege de Zoeloe-oorlog in Zuid-Afrika. Broome regelde de militaire versterkingen en Lady Barker de benodigde fondsen voor een vrijwilligerskorps van dokters en verpleegsters dat ze samenbracht. Ze kreeg een eervolle vermelding hiervoor. Haar oudste zoon Walter George uit haar eerste huwelijk nam aan de campagne deel.
Frederick Broome werd in 1882 tot gouverneur van West-Australië benoemd. Broome en Lady Barker arriveerden er in 1883 met hun jongste zoon Louis. Zoon Guy bleef in Engeland voor zijn studies. Lady Barker volgde haar echtgenoot tijdens diens dienstreizen langs de gekoloniseerde gebieden in West-Australië en stuurde haar verslagen naar haar oudste zoon in Engeland. Later zou ze de verslagen bewerken tot een van haar meest succesvolle boeken, het in 1885 uitgebrachte Letters to Guy. Lady Barker speelde een belangrijk rol in het beperkte sociale leven in Perth. Ze verzamelde jonge meisjes in een leeskring rond zich in de hoop het gebrek aan onderwijs in de afgelegen westelijke hoofdstad te verhelpen. In tegenstelling tot de jonge mannen die naar het buitenland reisden om onderwezen te worden werden de jonge vrouwen namelijk thuisgehouden.
In 1884 werd Frederick Broome tot ridder-commandeur in de Orde van Sint-Michaël en Sint-George benoemd en Lady Barker noemde zich van dan af aan Lady Broome. Frederick Broome had een soms moeilijk karakter en kwam geregeld in aanvaring met andere prominente kolonisten. Van Lady Broome werd gezegd dat ze de macht achter de troon was en erin slaagde met haar charme diegenen die het met haar echtgenoot oneens waren te betoveren. Frederick en Lady Broome verlieten Australië in 1889.
Frederick Broome werd in 1891 gouverneur van Trinidad. Het koppel bleef er 5 jaar. Frederick Broome stierf op 26 november 1896 in Londen. Lady Broome diende er bij de West-Australische overheid op aan te dringen een weduwepensioen te krijgen. Ze bleef journalistiek bedrijven en bracht in 1904 haar laatste boek uit, Colonial Memories, een autobiografie. Ze stierf op 6 maart 1911 te Londen.